# Surau

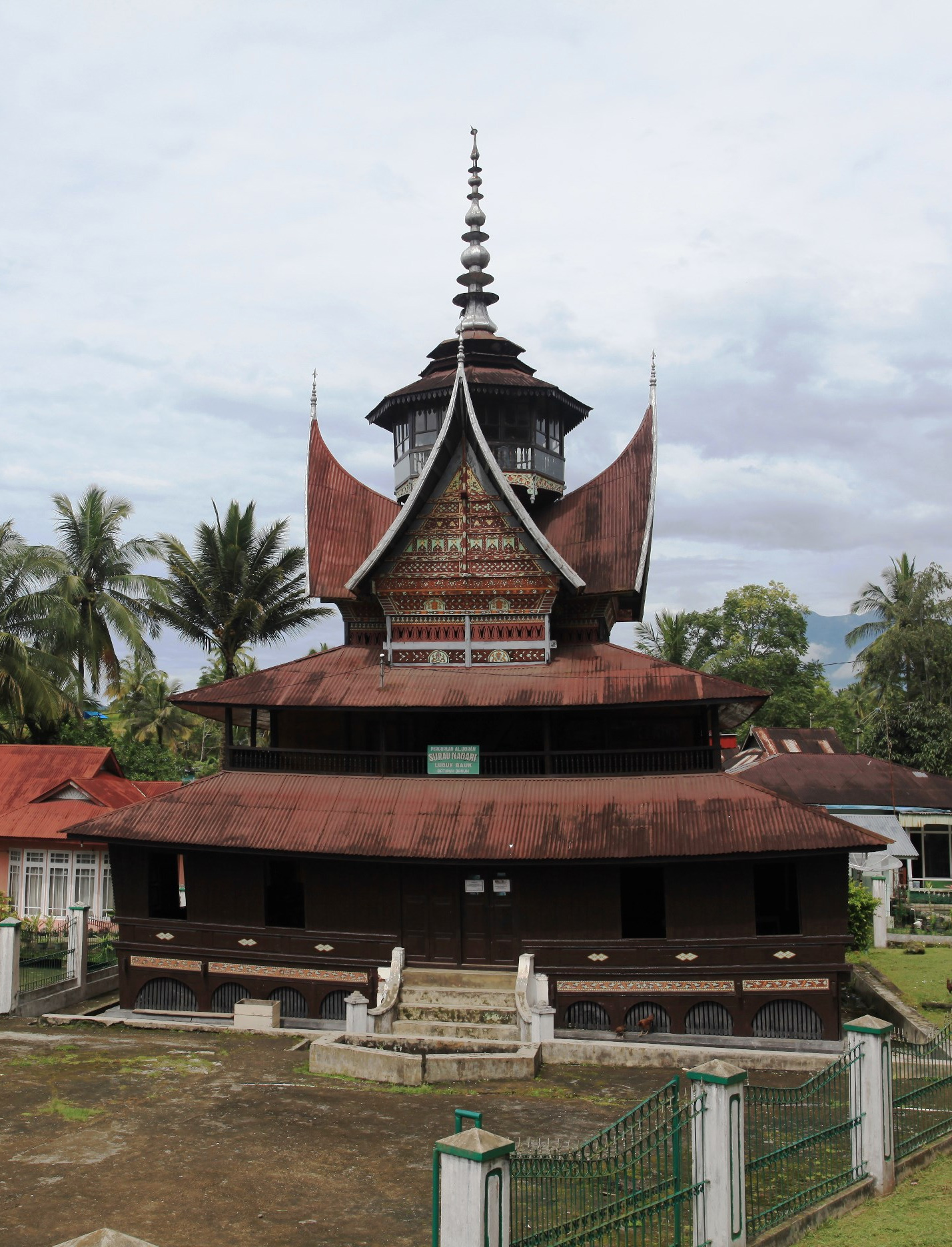
Mesquita de vila do final do século XIX (surau nagari) de Lubuk Bauk em Batipuh, Sumatra Ocidental.

Surau é um edifício de assembléia islâmica em algumas regiões de Sumatra e da Península da Malásia usada para adoração e instrução religiosa. Em geral são estruturas físicas menores, suas funções rituais são semelhantes a de uma mesquita, permitem a entrada de homens e mulheres e são mais usadas para instrução religiosa e orações festivas. Eles dependem mais do apoio e financiamento de base. Eles podem ser comparados ao edifício árabe Zawiya.
No uso contemporâneo, Surau é frequentemente usado para se referir a uma pequena mesquita ou a uma sala designada em um prédio público (como um shopping, uma universidade ou uma parada para descanso ao longo de uma rodovia) para homens ou mulheres fazerem suas orações.

## Indonésia
A figura central de Surau era o xeque Tuanku, que na maioria das vezes era portador o de Baraka. Ele supervisionava o grande Surau, geralmente um grande número de professores que, como Gurus, eram chamados e tinham aprendido principalmente até mesmo com ele ou até mesmo se encontrado com ele. O estabelecimento e a manutenção de Surau são geralmente realizados por fundações (waqf) e doações, bem como pelo trabalho dos residentes de Surau. Minangkabau Surau tem grandes semelhanças com a instituição do pesantren, que inicialmente construída apenas para Java.
Muitos Suraus eram simultaneamente centros de ordens sufis. Neste caso, o Tuanku Shaikh era o líder espiritual dos residentes de Surau, e isso mantinha-o no juramento de lealdade. O Surau de Ulakan serviu como um centro da Ordem Shattāriyya, que havia sido introduzido por Burhan ad-Din, um estudante de
Abd al-Ra'uf as-Singkilī. Outras ordens, que tinham seu próprio Surau em Minangkabau, eram as
Naqshbandīyya e Qadiriyya. Alguns alunos visitaram várias sucessivamente muitos Suraus e puderam ser apresentados em diferentes ordens. O fato de que os estudantes de Tuanku xamã como Mureed ou Faqīr são chamados, mostra o grande impacto do Sufismo na cultura Surau.

## Malásia e Singapura
Na Península da Malásia, a diferença funcional entre mesquita e Surau nem sempre é tão clara. Nas áreas rurais, o Surau foi durante séculos o centro do culto islâmico e, portanto, equivale a uma mesquita. Na área urbana de hoje, na Malásia e em Singapura, há também o Surau. Sharifa Zaleha, que lidou com Surau na Malásia, conclui que a diferença entre as duas instituições é que as mesquitas são construídas pelo Estado, enquanto as Surau dependem de iniciativas de base. Assim como com Minangkaba, o sucesso do Surau depende muito dos estudiosos religiosos envolvidos. Durante o auge do movimento Dakwah nos anos 1970 e 1980, os Surau na Malásia também foram centros de vida estudantil. Muitos estudantes do sexo masculino e feminino passaram várias noites por mês em Surau para lá na forma de i'tikaf para orar até a manhã para recitar o Alcorão e realizar devoções.